# Adam Wolski
Adam Wolski (ur. 19 czerwca 1937 w Zagnańsku, zm. 9 marca 2011) – polski malarz, rzeźbiarz, grafik, scenograf, marszand.

## Życiorys
Urodził się i mieszkał w Zagnańsku, uczęszczał do I LO im. Stefana Żeromskiego w Kielcach. Jednakże skończył III Liceum Ogólnokształcące im. Cypriana Kamila Norwida w Kielcach. Studiował w Wyższej Szkole Szkół Plastycznych we Wrocławiu i Łodzi, kończąc ostatecznie w 1963 roku Akademię Sztuk Pięknych w Warszawie.
W latach 70. i 80. wypracował własny styl – odmianę abstrakcji niegeometrycznej i geometrycznej, do której wykorzystywał nowoczesne technologie budowlane. Jego wczesne dzieła porównywane były do malarstwa José Clemente Orozco i Diego Rivery.
Organizował ogólnopolskie spotkania („Sztuka i moda”, „Śniadania na trawie”), które gromadziły wielu twórców i ludzi kultury, a także Ogólnopolski Festiwal Sztuki i Mody (od 1996). Założył również pierwszą w Kielcach Galerię Sztuki Współczesnej (1982), Krajowe Aukcje Dzieł Sztuki (1983) i Radę Artystyczną Twórców Kieleckich. Jest autorem wielu realizacja ściennych m.in. w Kieleckim Centrum Kultury i Politechnice Świętokrzyskiej. W 2002 roku został laureatem Nagrody Miasta Kielce.
Zmarł nagle 9 marca 2011 roku. Pogrzeb odbył się trzy dni później w Zagnańsku.

## Galeria

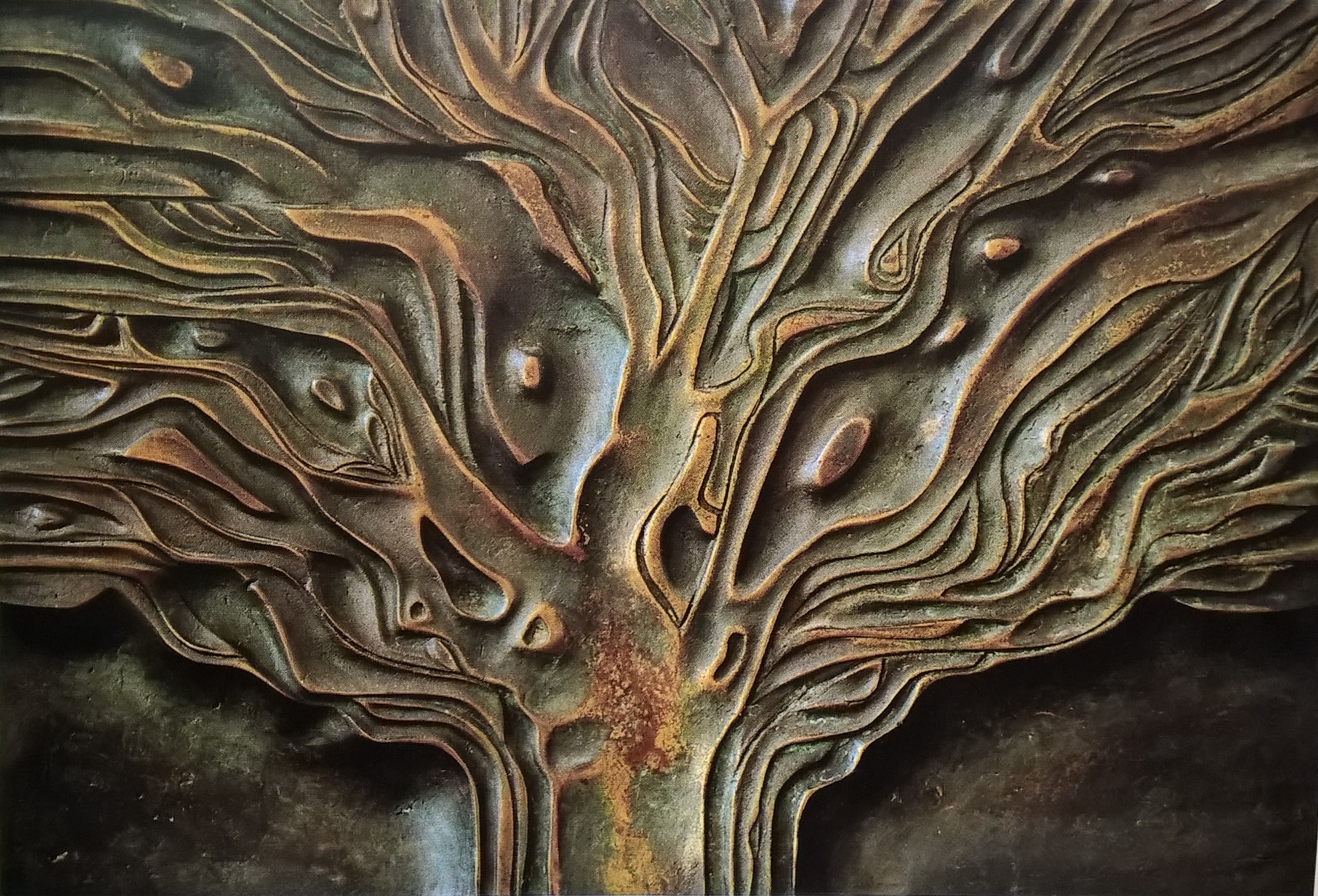
Bartek – płaskorzeźba w brązie przedstawiająca drzewo. Obiekt inspiracji i logo artysty.
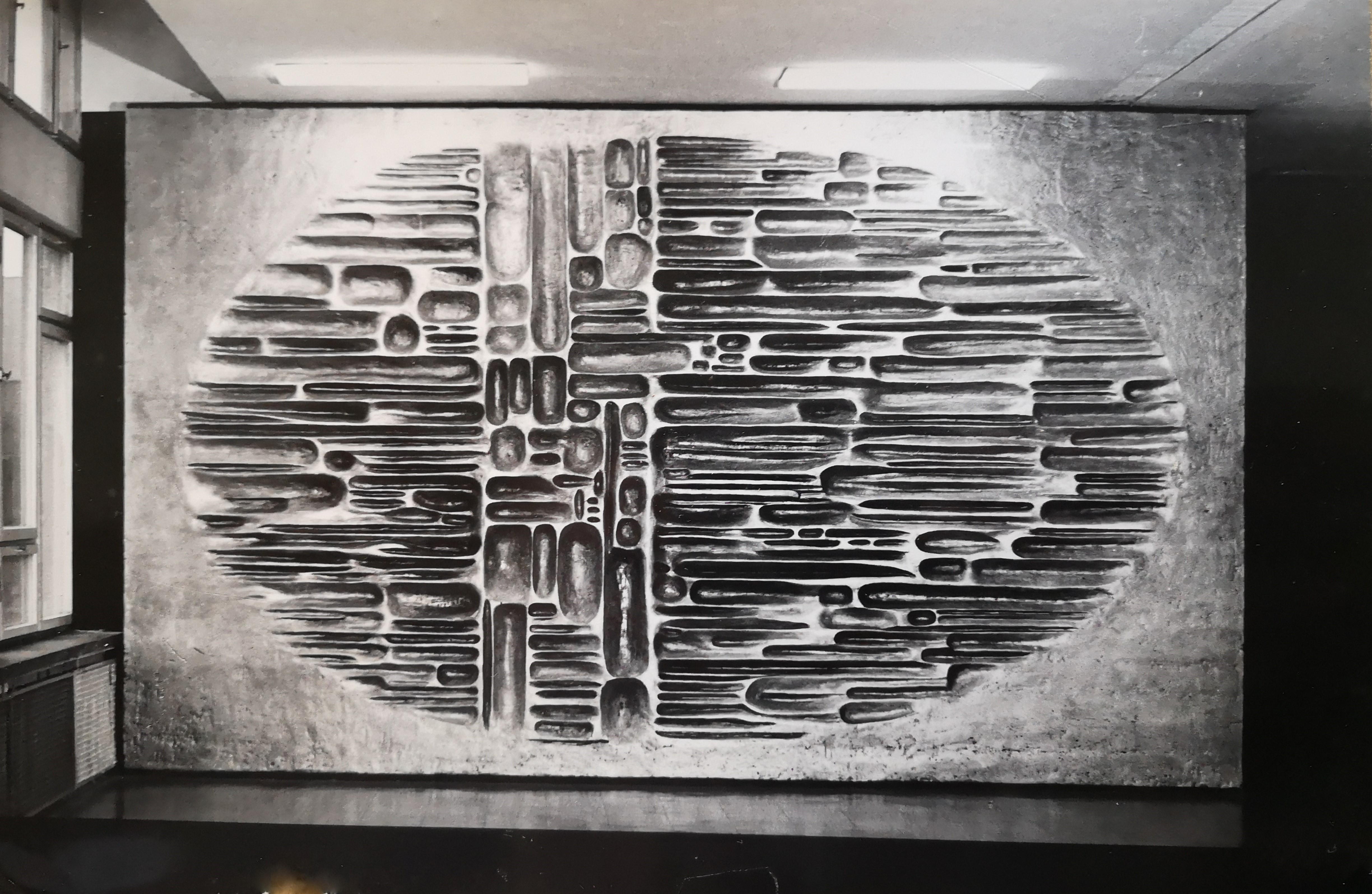
Elipsa – realizacja ścienna (płaskorzeźba polichromowana) w holu głównym na Wydziale Elektrycznym Politechniki Świętokrzyskiej. Powstanie 1973 rok.
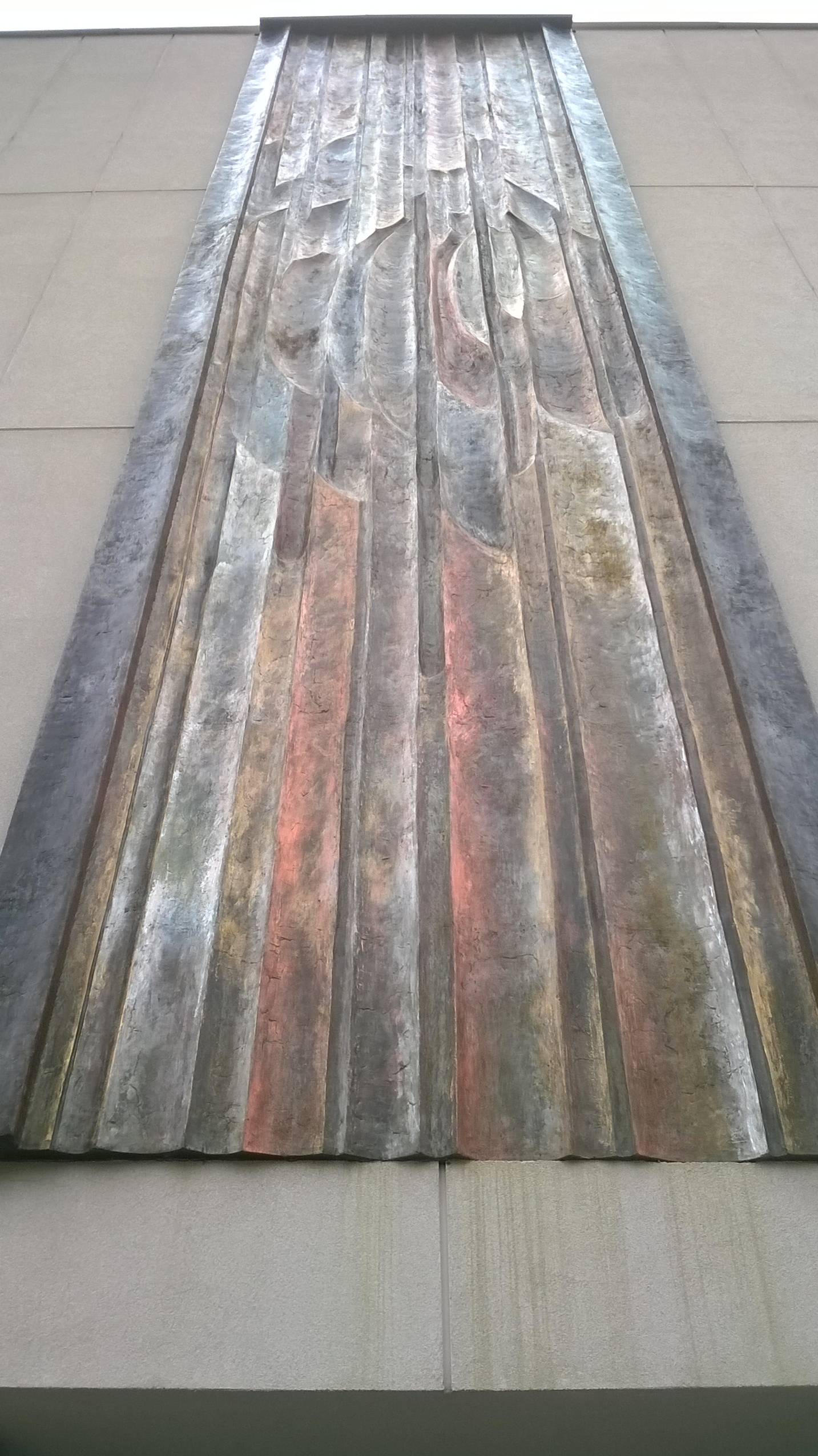
Płaskorzeźba na fasadzie Kieleckiego Centrum Kultury.
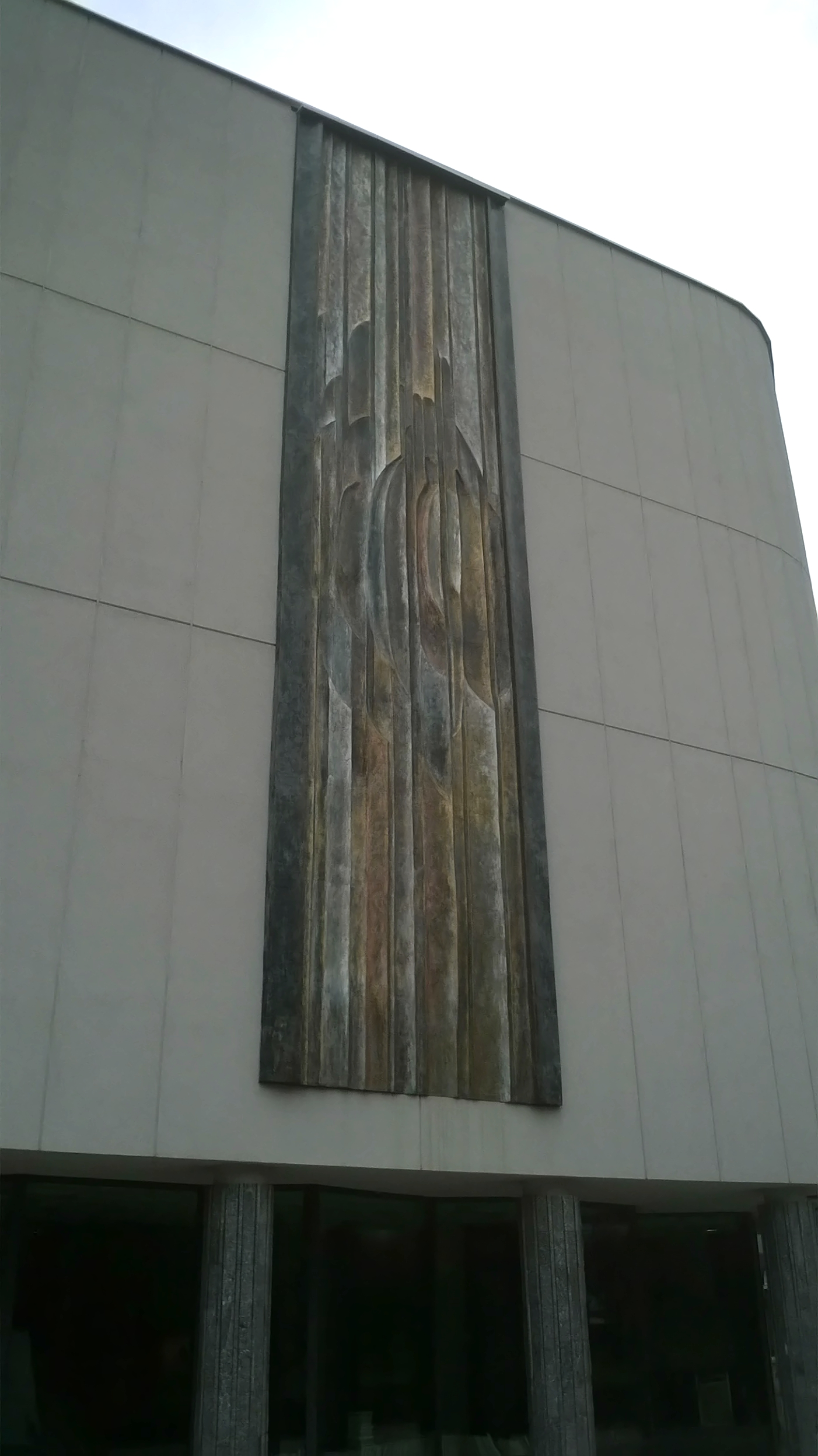
Płaskorzeźba na fasadzie Kieleckiego Centrum Kultury.